# Arrondissement judiciaire d'Anvers

Localisation de l'arrondissement judiciaire d'Anvers, après la fusion des arrondissements judiciaires de 2014.

Cet article court présente un sujet plus développé dans : Arrondissement judiciaire d'Anvers (avant 2014), Arrondissement judiciaire de Malines et Arrondissement judiciaire de Turnhout.
L'arrondissement judiciaire d'Anvers (dit aussi arrondissement judiciaire de la province d'Anvers) est depuis le 1er avril 2014 l'un des 12 arrondissements judiciaires de Belgique. Il est le résultat de la fusion des arrondissements judiciaires de Anvers, Malines et Turnhout et dépend du ressort de la Cour d'appel d'Anvers. Il comprend 29 cantons judiciaires, 70 communes et ses limites territoriales coïncident avec la province d'Anvers.